# Studio op. 25 n. 5 (Chopin)
Lo Studio Op. 25 n. 5 in Mi minore è una composizione per pianoforte scritta da Fryderyk Chopin fra il 1829 e il 1836. L'autore ha introdotto per due volte una nota estranea in un accordo perfetto, dando così un'impressione di dissonanza, innovazione armonica che sconcertò i critici teorici del tempo e che contribuì a dare allo Studio il titolo di "Nota sbagliata".

## Struttura

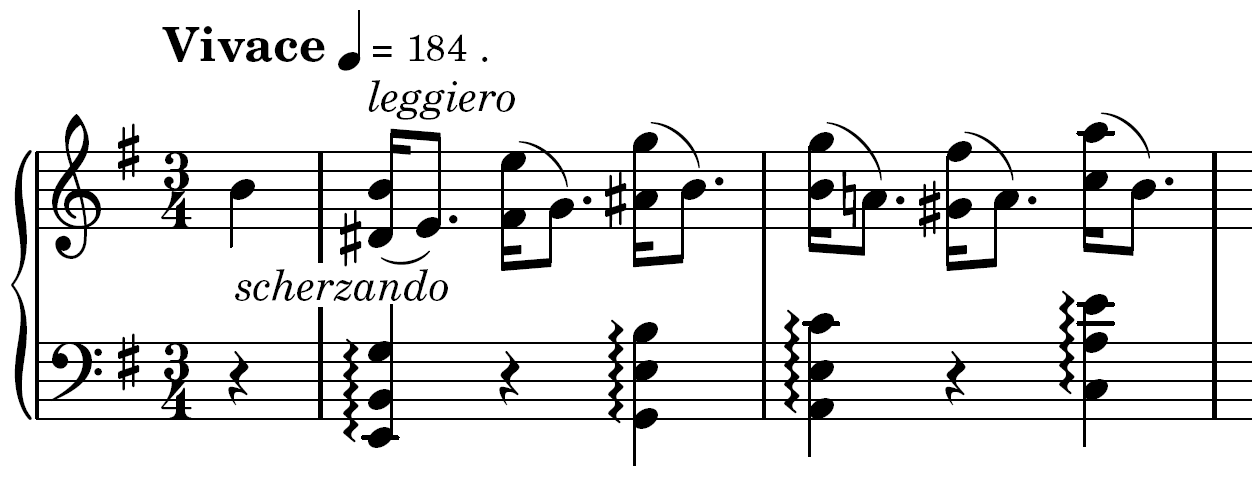
Battute iniziali dello studio op. 25 n. 5

Lo studio ha una struttura tripartita, con la sezione centrale che si stacca nettamente dalle altre due, non solo per l'intensa e accorata melodia, ma anche per la tonalità di base differente. Subito dopo il primo tema, evidenziato dalle seconde dissonanti, si apre la seconda parte indicata con Più Lento, ma indicata da Chopin con una velocità di ♩=168; la nuova melodia, non più dissonante, è una delle più belle create dal musicista ed è suonata in tonalità parallela alla principale, ovvero Mi maggiore. La ripresa finale del brano è una variante del primo tema, riproposto con le note estranee e che finisce con una coda in Mi maggiore, tonalità diversa da quella iniziale.